# Joluta
Joluta es una localidad del estado mexicano de Guerrero. Es parte del municipio de La Unión de Isidoro Montes de Oca.

## Toponimia
El nombre «Joluta» proviene de los términos en náhuatl: xolotl, pelón o sin vegetación; tlan, lugar de abundancia. Su significado es «lugar carente de vegetación».

## Demografía
| Gráfica de evolución demográfica |
|                                  |

| Censo | Población |
| ----- | --------- |
| 1900  | 32        |
| 1910  | —         |
| 1921  | 99        |
| 1930  | 76        |
| 1940  | 133       |
| 1950  | 270       |
| 1960  | 533       |
| 1970  | 459       |
| 1980  | 368       |
| 1990  | 820       |
| 2000  | 837       |
| 2010  | 819       |
| 2020  | 1 059     |